# Indigofera achyranthoides
Indigofera achyranthoides är en ärtväxtart som beskrevs av Paul Hermann Wilhelm Taubert. Indigofera achyranthoides ingår i släktet indigosläktet, och familjen ärtväxter. Inga underarter finns listade i Catalogue of Life.